# علي خشان
علي بن حمد خَشّان (1357- 1434 هـ / 1938- 2012 م) عالم مسلم وداعية سلفي، سوري فلسطيني الأصل.

## حياته
ولد علي خشان في بلدة كفر كنا إحدى بلدات قضاء الناصرة في فلسطين. هاجر مع والده عام النكبة إلى سوريا واستقر فيها، وأكمل دراسته الابتدائية وما بعدها في دمشق، وتخرج في جامعتها في كلية الآداب قسم اللغة العربية، عام 1967م. وعمل في مجال التدريس. وتتلمذ على يد الشيخ المحدّث محمد ناصر الدين الألباني وهو في المرحلة الإعدادية.
كان مرافقاً للألباني في رحلاته الدعوية في الشام مع محمد عيد العباسي، وكان الألباني قد أحيا سنة صلاة العيد في المصلى، وتولى خشان الخطابة في مصلى العيد بالتناوب مع العباسي.
اضطُرَّ إلى مغادرة سوريا إلى الخليج، وعمل في قطر مدرسًا في معهد الأئمة والخطباء، وخطيبًا في مسجد مدينة خليفة الشمالية منذ نهاية سنة 1399هـ الموافقة لسنة 1979م حتى بدايات سنة 1404هـ الموافقة لسنة 1984م، وذهب إلى السودان للدعوة مبتعثًا من إدارة الإفتاء والدعوة والإرشاد برئاسة الشيخ عبد العزيز بن باز سنة 1404 هـ الموافقة لسنة 1984م، وأقام في مدينة الأُبيّض بكردفان، وكان له أثرٌ طيب على الصعيد الدعوي والإغاثي، وبقي هناك أكثر من عام، وغادرها بعد إلحاح من والده إلى دولة الإمارات عام 1405هـ/ 1985م؛ بسبب ظروف قابلته هو وأسرته في السودان، فعمل في دبي واعظًا في مركز للدعوة والإرشاد تابع لإدارات البحوث العلمية والإفتاء والدعوة والإرشاد.
بقي في دبي يُدرّس في مساجدها ويخطب في مسجد ابن علي في دبي، وحاضر في أماكن مختلفة من الإمارات إلى سنة 1411هـ/ 1991م عندما ردَّ على عبد العزيز بن باز في موضوع "الاستعانة بالكفار"، فأُقيل من عمله في مركز الدعوة والإرشاد، وكان قد بعث بهذه الرسالة إلى ابن باز، وظلت العَلاقة طيبة بينهما، وقد قام بزيارته في مكة والرياض حتى وفاته.
بعد إنهاء تعاقده مع الإفتاء كانت له جهودٌ دعوية في جمهوريات الاتحاد السوفيتي السابق بالتنسيق مع آخرين، وبقي يتردَّد بينها وبين الإمارات، ثم انتقل إلى دولة قطر سنة 1415هـ، وبقي فيها يُدرّس ويعظ حتى وفاته. وقد ذكره محمد لطفي الصباغ في مقال برثائه، «أنه كان من أنبغ تلامذة الألباني، وأنه كان وَصولا لإخوانه وزملائه، وأنه كان كريم ذات اليد، مهتمًّا بأمر المسلمين، متمسكًا بالنهج السلفي إلى وفاته».
كانت له جهودٌ في تيسير تزويج الشباب في سوريا وغيرها من البلاد، وله رسالةٌ مطبوعة في ذمِّ التعصُّب المذهبي عنوانها "وجوب الرجوع إلى الكتاب والسنَّة وخطر التقليد"، ورسائل أخرى لم ينشرها.
تزوَّج ابنة الشيخ أبي أحمد محمد ناجي بن نوح نجاتي الألباني، وهو أخٌ لشيخه ناصر الدين الألباني.

## وفاته
توفي علي خشَّان في الدوحة، في الساعة السابعة صباح يوم الأربعاء 21 المحرَّم 1434هـ الموافق 5 ديسمبر(كانون الأول) 2012م، في إثر سقوطه بشدَّة في الليلة السابقة وهو يصلي قيام الليل في بيته، وقد نُقل إلى المستشفى وتوفي فيها، وصُلِّيَ عليه عصرًا، ودُفن في مقبرة مسيمير.

## الملاحظات
1. ↑  للشيخ علي خشان ترجمة في كتاب (تتمة الأعلام) لمحمد خير رمضان يوسف 6/ 164، ولكنه صرَّح في حاشية الترجمة أنه استقاها من الموسوعة الحرة (ويكيبيديا)، ومن مقال للدكتور محمد بن لطفي الصباغ في شبكة الألوكة.